# Distrikt San Pedro de Palco
Der Distrikt San Pedro de Palco liegt in der Provinz Lucanas in der Region Ayacucho in Südzentral-Peru. Der Distrikt wurde am 8. Juli 1964 gegründet. Er besitzt eine Fläche von 520 km². Beim Zensus 2017 wurden 1001 Einwohner gezählt. Im Jahr 1993 lag die Einwohnerzahl bei 1681, im Jahr 2007 bei 1552. Sitz der Distriktverwaltung ist die 2702 m hoch gelegene Ortschaft San Pedro de Palco mit 198 Einwohnern (Stand 2017). San Pedro de Palco liegt 65 km nordwestlich der Provinzhauptstadt Puquio.

## Geographische Lage
Der Distrikt San Pedro de Palco liegt in der peruanischen Westkordillere im zentralen Nordwesten der Provinz Lucanas. Die Längsausdehnung in SW-NO-Richtung beträgt 38 km, die maximale Breite knapp 22 km. Die kontinentale Wasserscheide führt durch den Distrikt. Der Nordosten wird über den Río Urubamba, ein rechter Nebenfluss des Río Caracha, nach Norden entwässert. Der Südwesten wird über den Río Palco, einen Zufluss des Río Ingenio, nach Südwesten entwässert.
Der Distrikt San Pedro de Palco grenzt im Südwesten an den Distrikt Otoca, im Südwesten an den Distrikt Ocaña, im Nordwesten an den Distrikt Laramate, im Norden an den Distrikt Sancos (Provinz Huanca Sancos), im Nordosten an den Distrikt Aucara sowie im Südosten an den Distrikt Lucanas.

## Ortschaften
Im Distrikt gibt es neben dem Hauptort folgende größere Ortschaften:
- Chalcas
- Ecnone
- Llaquepata
- Pacucha
- San Isidro de Totora (223 Einwohner)
- Santa Inés
- Taccraiso
- Tayacuho
- Totorapampa
- Trigal